# Untere Baicha
Die Untere Baicha (russisch Нижняя Баиха, Nischnjaja Baicha) ist ein 608 km langer rechter Nebenfluss des Turuchan im Westsibirischen Tiefland im asiatischen Teil Russlands.

## Verlauf
Die Untere Baicha entsteht in knapp 130 m auf mehreren kleinen Wasserläufen im Wasserscheidebereich des Höhenzuges Lobowoi Materik. Er erstreckt sich im Nordosten des Westsibirischen Tieflands, im Nordwesten der Region Krasnojarsk und markiert die Grenze zum Autonomen Kreis der Jamal Nenzen. Die Quelle liegt etwa 200 km Luftlinie südwestlich der Siedlung Turuchansk. Auf den ersten Kilometern seines Laufes in östlicher Richtung verliert der Fluss fast 100 Höhenmeter und erreicht die Turuchan-Niederung, die sich westlich des Jenissei südlich seines Nebenflusses Turuchan erstreckt. In der sumpfigen und seenreichen Niederung fließt die Untere Baicha in weiten Bögen und stark mäandrierend in generell nördlicher Richtung, parallel zum Jenissei.
Sie mündet schließlich etwa 40 Kilometer westlich von Turuchansk in den Unterlauf des Turuchan, knapp vier Kilometer unterhalb des am rechten Turuchan-Ufer gelegenen Dorfes Farkowo. In Mündungsnähe ist die Untere Baicha etwa 100 Meter breit und zwei Meter tief, und die Fließgeschwindigkeit beträgt dort 0,4 m/s.

## Hydrologie
Das Einzugsgebiet der Unteren Baicha umfasst 8070 km². Sie hat keine größeren Nebenflüsse.
Der Fluss friert von Oktober bis Mai zu.

## Nutzung und Infrastruktur
Die Untere Baicha ist nicht schiffbar.
Das durchflossene Gebiet nur sehr dünn besiedelt. Im gesamten Einzugsgebiet des Flusses gibt es keine Ortschaften. Einzige Ortschaft in der Nähe ist das unweit der Mündung am Turuchan gelegene Dorf Farkowo. Dementsprechend fehlt im Gebiet jegliche Infrastruktur. Farkowo ist vorwiegend von Selkupen bewohnt und bedeutendster Siedlungspunkt dieser Ethnie in der Region Krasnojarsk.